# Septemvri Simitli
Septemvri Simitli (Bulgaars: ФК Септември) is een Bulgaarse voetbalclub uit Simitli. In 2016 degradeerde de club uit de tweede klasse. Na vier seizoenen kon de club opnieuw promoveren. 